# Exército do Povo do Vietnã
Exército do Povo do Vietnã (em vietnamita:  Quân Đội Nhân Dân Việt Nam) é o nome oficial das Forças Armadas da República Socialista do Vietnã.
Formado primeiramente por Ho Chi Minh com o nome de Unidade de Propaganda Armada para a Libertação Nacional em dezembro de 1944, ainda durante a II Guerra Mundial, para combater e expulsar os ocupantes coloniais franceses e os japoneses do país,  na guerra posterior contra a ocupação francesa, entre 1945 e 1954, o Exército do Povo era comumente conhecido no ocidente como Việt Minh, apesar desta denominação não ser exata, pois não representava  apenas o exército, mas era o nome de todo o movimento de independência nacional, civil e militar, que resultou na fundação da República Democrática do Vietnã, em 1945.
Mais conhecido simplesmente como Exército do Vietnam do Norte (em inglês North Vietnamese Army, ou "NVA") durante a Guerra do Vietnã nos anos 60 e 70, o EPV tinha relações militares com a chamada Frente Nacional para a Libertação do Vietnam do Sul – popularmente conhecida como Vietcong, basicamente formada por milicianos civis - sendo uma força militarizada, uniformizada e organizada em terra, mar e ar sob o comando central do governo de Hanói, na pessoa do general Vo Nguyen Giap, durante os anos de guerra.  Em 1975, com a saída dos Estados Unidos do país após o acordo de paz entre os dois governos firmado em Paris, o EPV derrotou as tropas do governo do Vietnam do Sul, entrando em Saigon e realizando a posterior unificação do país.
Após a guerra, o Exército do Povo foi responsável por ocupar o vizinho Camboja e depor o Khmer Vermelho, o governo do ditador Pol Pot, responsável pelo genocídio de cerca de três milhões de seus compatriotas entre 1976 e 1979. Em 1979 lutou contra o Exército de Libertação Popular durante a Guerra Sino-Vietnamita, que foi uma retaliação chinesa a invasão do Camboja.
O EPV consiste hoje das forças terrestres do Vietnam – incluindo aí as forças estratégicas de retaguarda e as de defesa de fronteiras - a Marinha, a Força Aérea e a Guarda Costeira do país. Com um contingente atual de cerca de 450 mil soldados, participa como força de trabalho na reconstrução econômica e física do Vietnã, além de realizar missões humanitárias, atuando em desastres naturais como inundações e deslizamentos de terra.
Também atua na coordenação da segurança nacional com a economia, sendo sua presença notada nas áreas da indústria, pesca, agricultura, reflorestamento e telecomunicações.
Atualmente conta com mais de 400 000 militares em suas fileiras.

## História

### Antes de 1945
O primeiro registro histórico da história militar vietnamita data da era de Hồng Bàng, o primeiro estado registrado no Vietnã antigo a ter força militar reunida. Desde então, os militares desempenham um papel crucial no desenvolvimento da história vietnamita devido à sua história turbulenta de guerras contra a China, Champa, Camboja, Laos e Tailândia.

### Guerra da Indochina Francesa
O Exército do Povo do Vietnã foi concebido pela primeira vez em setembro de 1944 na primeira Conferência Militar do Partido Revolucionário para criar uma força para expulsar os ocupantes coloniais franceses e japoneses do Vietnã. Sob as diretrizes de Hồ Chí Minh e Võ Nguyên Giáp o mesmo passou a existir em 22 de dezembro de 1944. A primeira formação era composta por trinta e um homens e três mulheres, armados com dois revólveres, dezessete fuzis, uma metralhadora leve e quatorze armas improvisadas de carregamento pela culatra.  Os agentes OSS dos Estados Unidos forneceram munições, bem como inteligência logística e equipamentos e também ajudaram a treinar esses soldados que mais tarde se tornou a espinha dorsal vital dos militares vietnamitas nas guerras futuras.
Võ Nguyên Giáp tornou-se o primeiro general pleno em 28 de maio de 1948, e famoso por liderar o Exército do Povo do Vietnã na vitória sobre as forças francesas na Batalha de Dien Bien Phu em 1954 e por estar no comando geral contra o Vietnã do Sul apoiado pelos EUA em a queda de Saigon em 30 de abril de 1975.

### Guerra do Vietnã
Artigo principal: Guerra do Vietnã

### Conflitos sino-vietnamitas (1979-1991)
Na segunda metade do século 20, as forças armadas do Vietnã participariam de incursões organizadas para proteger seus cidadãos e aliados contra facções militares agressivas nos vizinhos países indochineses de Laos e Camboja e das guerras defensivas de fronteira com a China.

## Organização

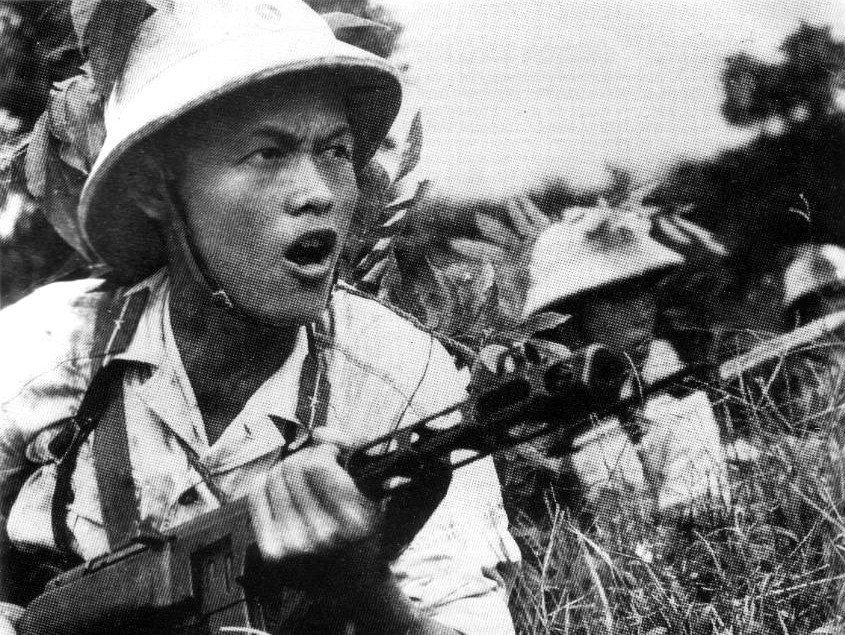
Soldado da EPV durante a Guerra do Vietnã com uma submetralhadora PPSh-41.

O Comandante-em-Chefe das Forças Armadas é o Presidente do Vietnã, embora essa posição seja nominal e o poder real seja assumido pela Comissão Militar Central do Partido Comunista do Vietnã. O secretário da Comissão Militar Central (geralmente o Secretário Geral do Partido Comunista do Vietnã) é o comandante de fato e atualmente este é Võ Văn Thưởng.
O Ministro da Defesa Nacional supervisiona as operações do Ministério da Defesa. Ele também supervisiona agências como o Estado-Maior Geral e o Departamento de Logística Geral. No entanto, a política militar é, em última análise, dirigida pela Comissão Militar Central do Partido Comunista do Vietnã.
- Ministério da Defesa: é a organização líder, o mais alto comando de administração do Exército do Povo do Vietnã.
- Departamento de Estado-Maior: é a agência líder em todos os níveis do Exército do Povo do Vietnã, comanda todas as forças armadas, que funciona para garantir a prontidão de combate das forças armadas e administrar todas as atividades militares na paz e na guerra.
- Departamento Político Geral: é o órgão encarregado dos assuntos do Partido Comunista (trabalho político) dentro das Forças Armadas.
- Departamento Geral de Inteligência Militar: é uma agência de inteligência do governo vietnamita.
- Departamento Geral de Logística: é o órgão encarregado de garantir a totalidade da unidade logística e militar.
- Departamento Técnico Geral: é o órgão encarregado de assegurar meios técnicos de guerra equipados para o exército e cada unidade.
- Departamento Geral da Indústria Militar: é o órgão encarregado de orientar as tarefas de defesa e produção.

## Ramos

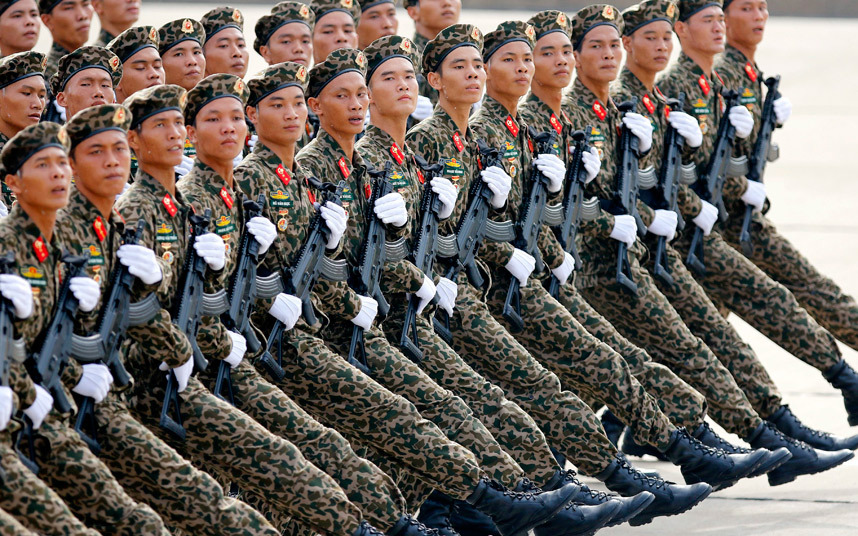
Soldados do exército moderno do Vietnã.

O Exército do Povo Vietnamita é subdividido nos seguintes ramos de serviço:
- Forças Terrestres do Povo do Vietnã
- Força Aérea Popular do Vietnã
- Marinha do Povo do Vietnã

- Força de Defesa da Fronteira do Vietnã

- Guarda Costeira do Vietnã

- Operações do ciberespaço
- Guarda do Mausoléu de Ho Chi Minh

O Exército Popular do Vietnã é composto pela Força Principal, a Força Local e a Força de Fronteira. Tal como acontece com as forças armadas da maioria dos países, o EPV consiste em forças permanentes ou regulares, bem como forças de reserva. Em tempos de paz, as forças permanentes são reduzidas em número e mantidas prontas para o combate por meio de treinamento físico e de armas regulares e manutenção de estoque.

## Equipamento
De 1960 a 1975, a União Soviética, junto com alguns países menores do Bloco de Leste, foi o principal fornecedor de equipamento militar para o Vietnã do Norte. Muitos dos equipamentos deixado pelo Exército dos EUA e sob o controle do governo vietnamita do sul foram capturados em 30 de abril de 1975, após a captura de Saigon.
Apesar da Rússia continuar sendo o maior fornecedor de armas do Vietnã, o aumento da cooperação com Israel resultou no desenvolvimento de armamentos vietnamitas com uma forte mistura de armas russas e israelenses. Por exemplo, as armas PKMS, GK1 e GK3 são três armas feitas no Vietnã, muitas novas armas, veículos e equipamentos vietnamitas também são muito influenciados pelas doutrinas militares israelenses, devido às relações longas e problemáticas do Vietnã com a maioria de seus vizinhos.
| Nome                          | Imagem    | Tipo                | Origem                    | Notas |
| Capacetes                     | Capacetes | Capacetes           | Capacetes                 | Capacetes |
| ----------------------------- | --------- | ------------------- | ------------------------- | --- |
| Capacete Tipo A2              |           | Capacete de combate | Vietname                  | Tipo padrão de capacete do Exército |
| Capacete de medula vietnamita |           | Capacete            | Vietname                  | Tipo padrão de capacete do Exército para treinamento. |
| SSh-68                        |           | Capacete de combate | União Soviética           | Uso limitado. |
| SSh-40                        |           | Capacete de combate | União Soviética           | Uso limitado. |
| Capacete PASGT                |           | Capacete de combate | Estados Unidos · Vietname | Uso limitado com Forças Especiais, Guardas de Fronteira e Marinha. Eles estão substituindo gradualmente os capacetes mais antigos em todos os ramos do Exército. A maioria dos capacetes é uma versão vietnamita do PASGT. Modelos anteriores foram importados de Israel. |
| Capacete M1                   |           | Capacete de combate | Estados Unidos            | Uso limitado. |

| Modelo                                    | Imagem   | Tipo                   | Calibre              | Origem                     | Notas |
| Pistolas                                  | Pistolas | Pistolas               | Pistolas             | Pistolas                   | Pistolas |
| ----------------------------------------- | -------- | ---------------------- | -------------------- | -------------------------- | --- |
| TT-33                                     |          | Pistola semiautomática | 7,62 × 25 mm Tokarev | União Soviética · Vietname | Pistola de serviço de edição padrão. Fabricado localmente na fábrica Z111 como K14-VN. A versão produzida localmente é melhorada com um cano mais longo e um carregador de pilha dupla que detém uma capacidade aumentada de 13 cartuchos. |
| PM                                        |          | Pistola semiautomática | 9 × 18 mm Makarov    | União Soviética · Vietname | Usado por policiais. Uso limitado no exército. Fabricado localmente como K59. |
| CZ-82                                     |          | Pistola semiautomática | 9 × 18 mm Makarov    | Checoslováquia             | Usado por policiais. Uso limitado no exército. |
| M1911A1                                   |          | Pistola semiautomática | .45 ACP              | Estados Unidos             | Uso limitado |
| Browning Hi-Power                         |          | Pistola semiautomática | 9 × 19mm Parabellum  | Bélgica                    | Armazenado para treinos de tiro. |
| CZ 75                                     |          | Pistola semiautomática | 9 × 19mm Parabellum  | Checoslováquia             | Apenas um pequeno número para uso em testes |
| IWI Jericho 941                           |          | Pistola semiautomática | 9 × 19mm Parabellum  | Israel                     | Apenas um pequeno número para uso em testes |
| CornerShot                                |          | Acessório de arma      |                      | Israel                     | Usado pelas Forças Especiais (acessório para disparos em curvas). |
| Rifles de assalto                         |          |                        |                      |                            | |
| STV-380 STV-215                           |          | Rifle de assalto       | 7,62 × 39 mm         | Israel Vietnã              | Rifle padrão fabricado localmente. |
| STL-1A                                    |          | Rifle de assalto       | 7,62 × 39 mm         | Vietnã                     | Uso limitado no exército e fabricado localmente. |
| AKM                                       |          | Rifle de assalto       | 7,62 × 39 mm M43     | União Soviética Vietnã     | Modelo ainda fabricado, as versões mais antigas estão sendo convertidos para os rifles STL-1A / STL-1B feitos internamente ou atualizados para os padrões AKM-1.                                                                           |
| AK-47                                     |          | Rifle de assalto       | 7,62 × 39 mm M43     | União Soviética Vietnã     | Ainda fabricado localmente. |
| Digite 56                                 |          | Rifle de assalto       | 7,62 × 39 mm M43     | China Vietname             | Digite 56 e digite 56-1. Substituído como rifle padrão pelo STV380 / STV215. |
| AK-74                                     |          | Rifle de assalto       | 5,45 × 39 mm         | União Soviética            | Recebido como presentes da União Soviética em números limitados. |
| Tipo 58                                   |          | Rifle de assalto       | 7,62x39mm            | Coreia do Norte            | Uso limitado. Enviado como ajuda militar pela Coreia do Norte durante a Guerra do Vietnã. |
| CAR-15                                    |          | Carabina               | 5,56 × 45 mm NATO    | Estados Unidos Vietnã      | Usado por Forças Especiais, Fuzileiros Navais e Polícia Marinha. |
| IWI Tavor TAR-21                          |          | Rifle de assalto       | 5,56 × 45 mm NATO    | Israel                     | Usado por Forças Especiais e Fuzileiros Navais. |
| vz. 58                                    |          | Rifle de assalto       | 7,62 × 39 mm         | Checoslováquia             | Uso limitado. |
| CZ 805 BREN                               |          | Rifle de assalto       | 5,56 × 45 mm NATO    | República Checa            | Apenas para testes. |
| Rifle de assalto para operações especiais |          | Rifle de assalto       | 5,56 × 45 mm NATO    | Estados Unidos             | Uso limitado. |
| FN FNC                                    |          | Rifle de assalto       | 5,56 × 45 mm NATO    | Bélgica                    | Uso limitado. |
| M16                                       |          | Rifle de assalto       | 5,56 × 45 mm NATO    | Estados Unidos             | Usado pela Guarda Costeira. |
| M14                                       |          | Rifle de batalha       | 7,62 × 51 mm NATO    | Estados Unidos             | Armazenado como reserva. |
| SKS                                       |          | Carabina               | 7,62 × 39 mm M43     | União Soviética            | Usado pela guarda de honra. |
| M1 Carbine                                |          | Carabina               | .30 Carabina         | Estados Unidos             | Usado por milícias. |
| M1 Garand                                 |          | Rifle semiautomático   | 30-06 Springfield    | Estados Unidos             | Usado por milícias. |

## Galeria

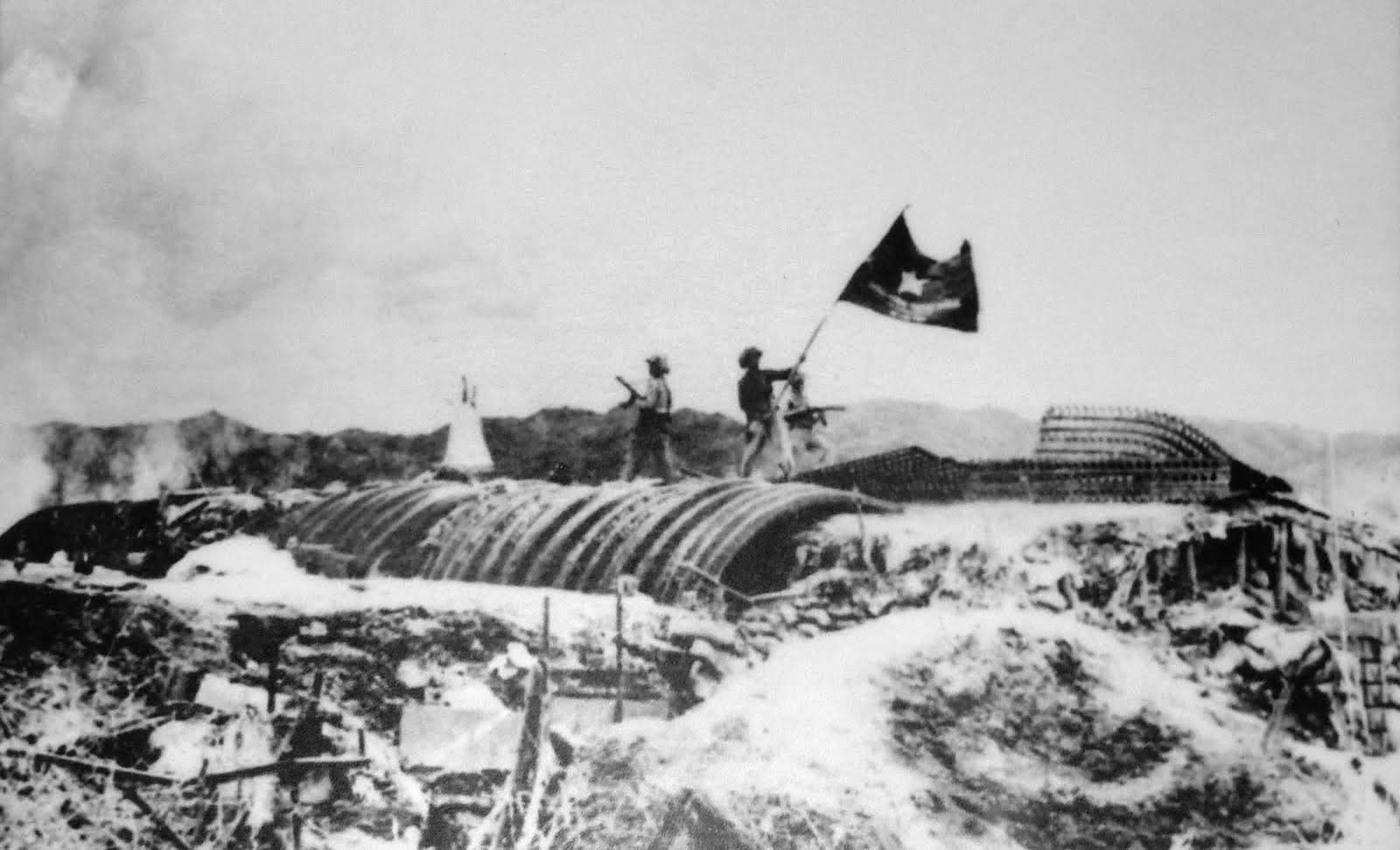
Combatentes vietnamitas comemorando sua vitória na batalha de Dien Bien Phu, em 1954.
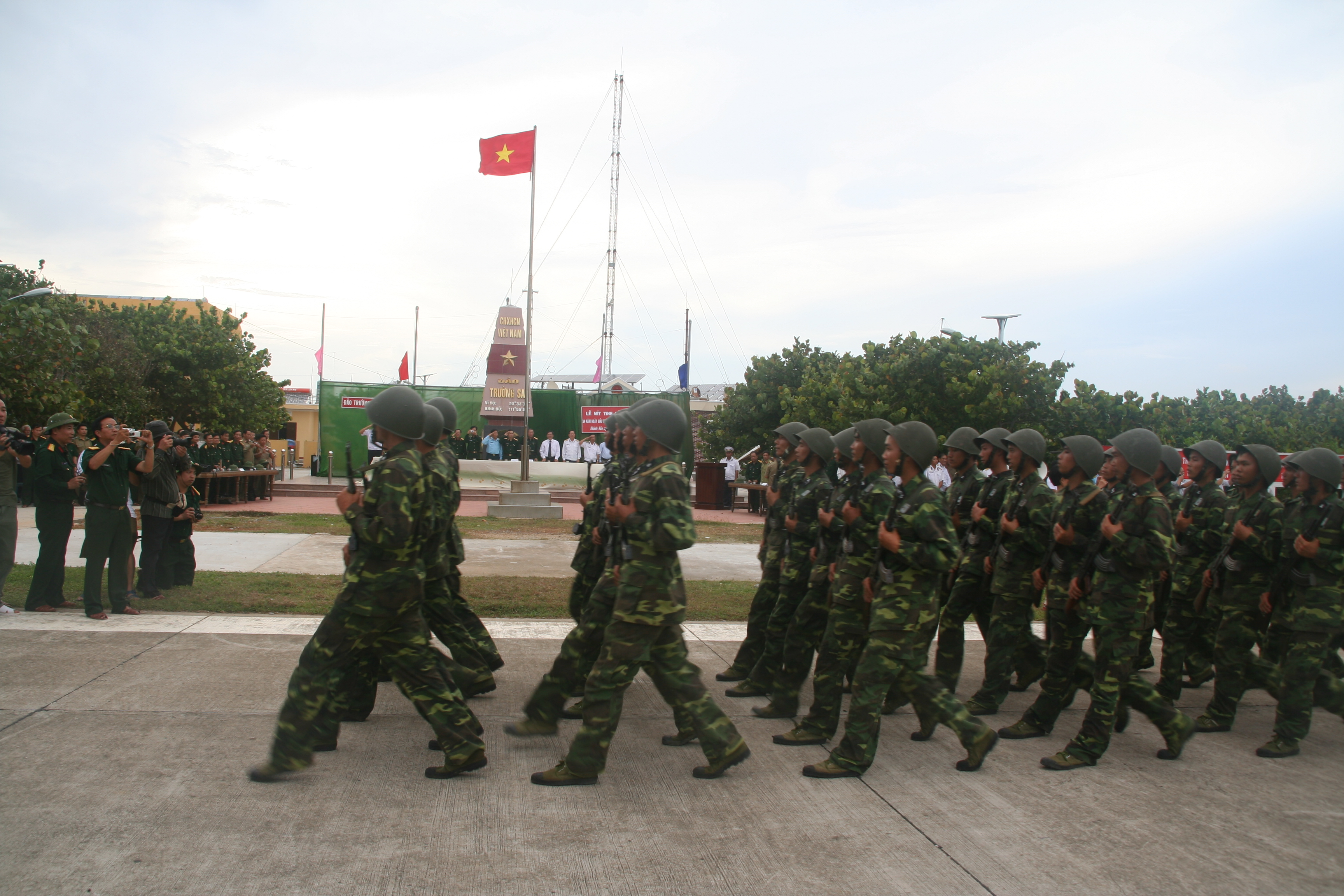
Militares do atual exército do Vietnã.
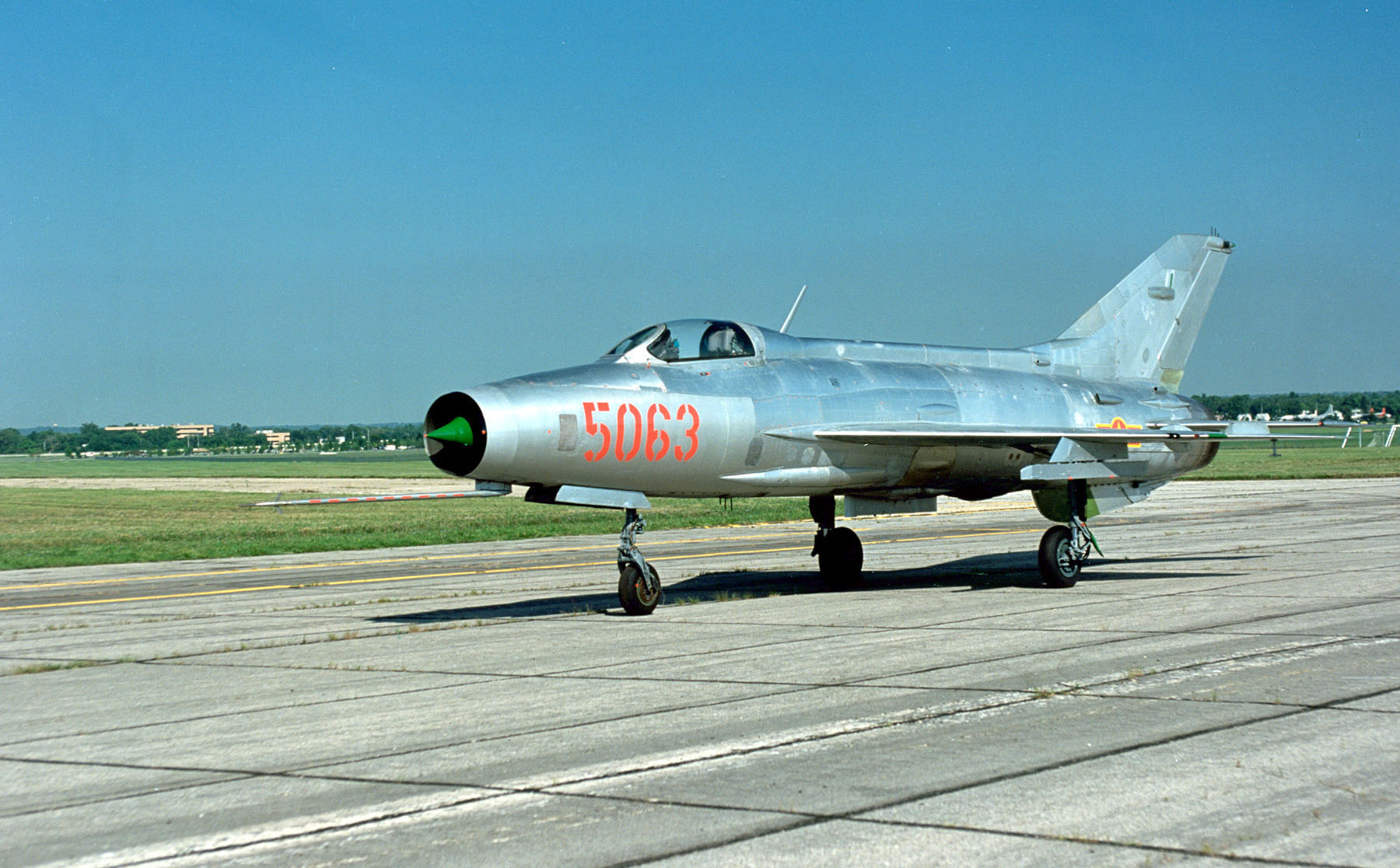
Um caça MiG-21 da força aérea.
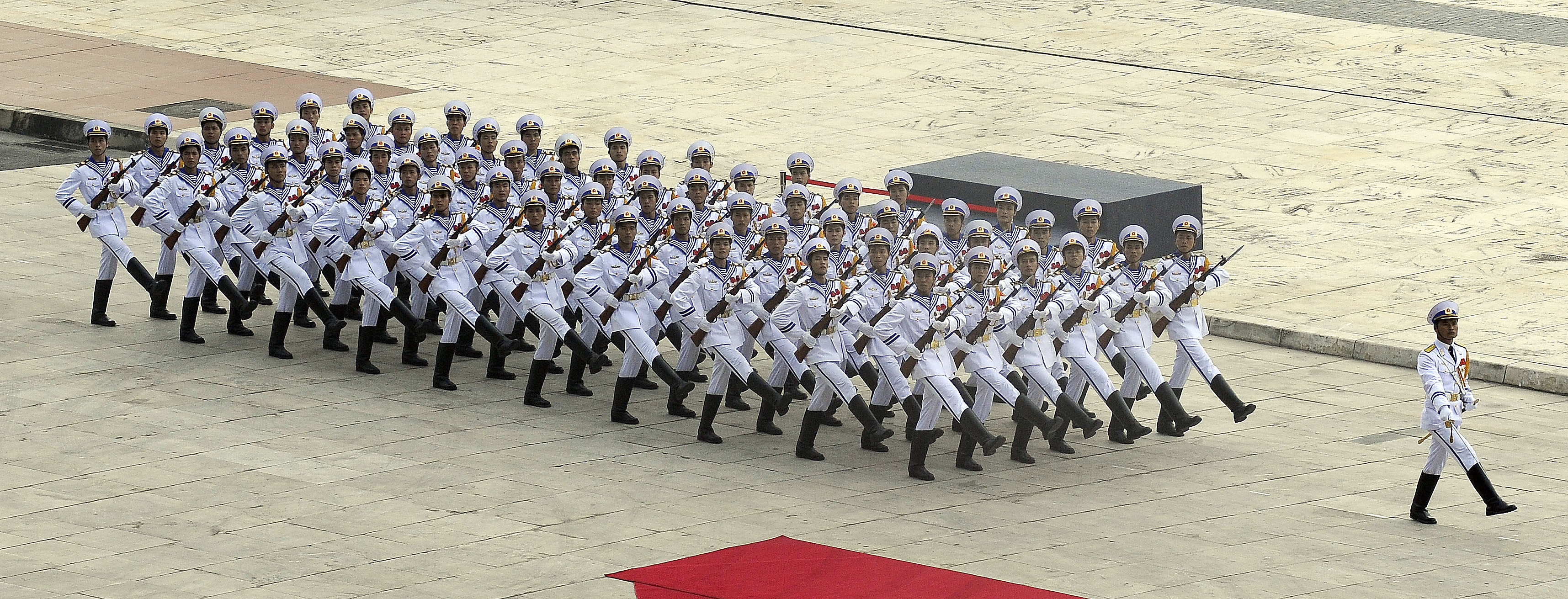
Oficiais da marinha vietnamita.